# Phyllidia elegans
Espèce
Synonymes
- Phyllidia multifaria, Yonow, 1986

Phyllidia elegans est une espèce de nudibranche de la  famille des Phyllidies.

## Distribution
Cette espèce se rencontre dans la zone tropicale Indo/Ouest-Pacifique, mer Rouge incluse.

## Habitat
Son habitat correspond à la zone récifale externe ainsi que sur les platiers jusqu'à 30 m de profondeur.

## Description

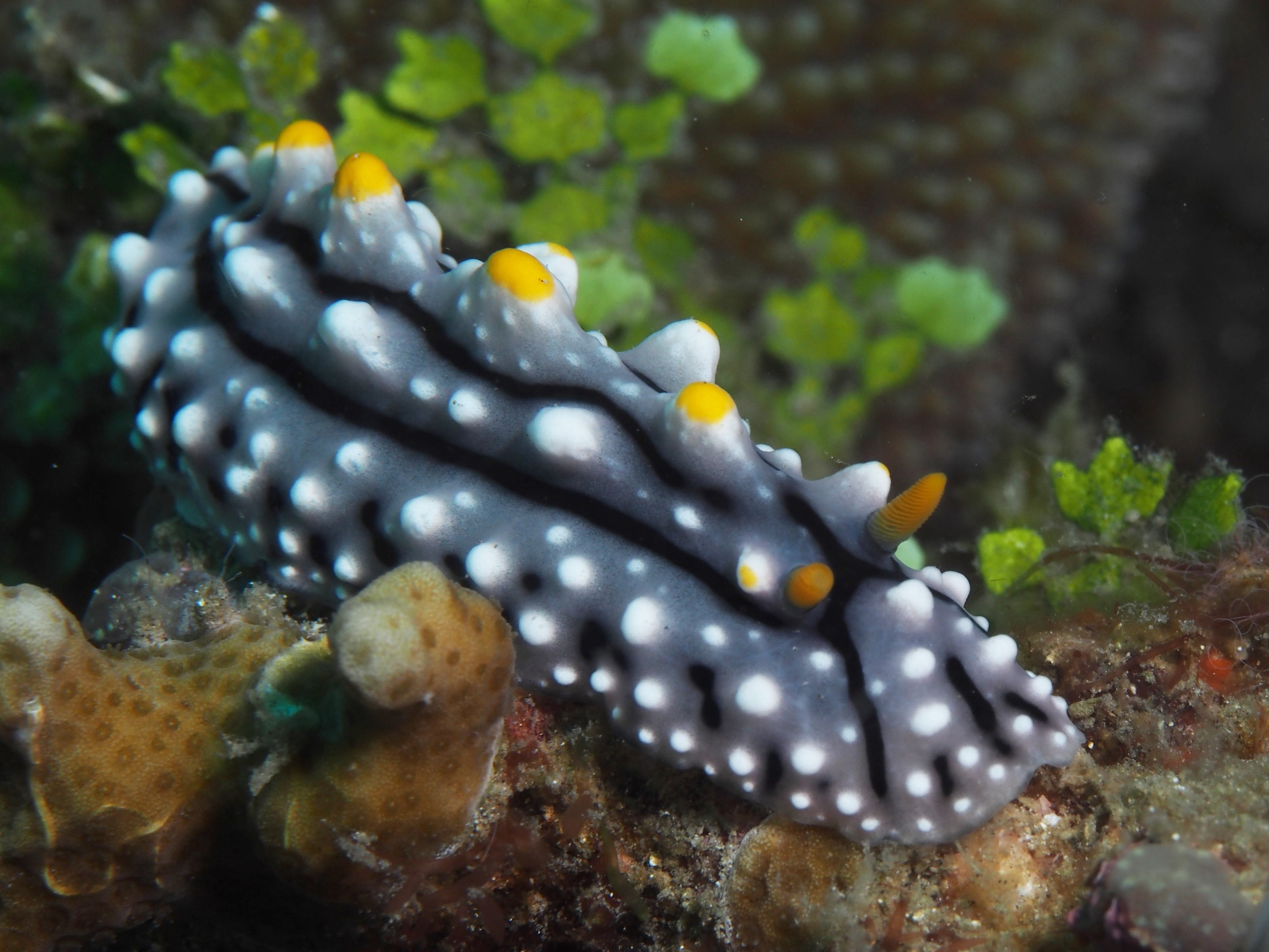
Phyllidia elegans près de Lembeh, Indonésie. janvier 2016.

Cette espèce peut mesurer jusqu'à 8 cm.
Le corps est allongé et limaciforme.
Le manteau a une teinte de fond gris clair à gris rosé en passant par un mauve très pâle, la surface du corps est garnie de petits tubercules dont la taille est croissante vers la ligne médiane du corps. Ces tubercules périphériques ont un sommet blanc quant aux quelques grands tubercules centraux ils ont la pointe jaune-orangé.
Un réseau de lignes noires à largeur variable dessine un maillage entre les tubercules.
Les rhinophores sont lamellés,rétractiles et de teinte jaune-orangé identique aux tubercules avec une base blanchâtre.
Le dessous du pied est uniformément gris-bleu avec une ligne noire médiane ainsi que deux lignes latérales noires sur le bord du pied.

## Éthologie
Cette Phyllidie est benthique et diurne.

## Alimentation
Phyllidia elegans se nourrit exclusivement d'éponges.